# Finnboda varvs ångmaskinverkstad

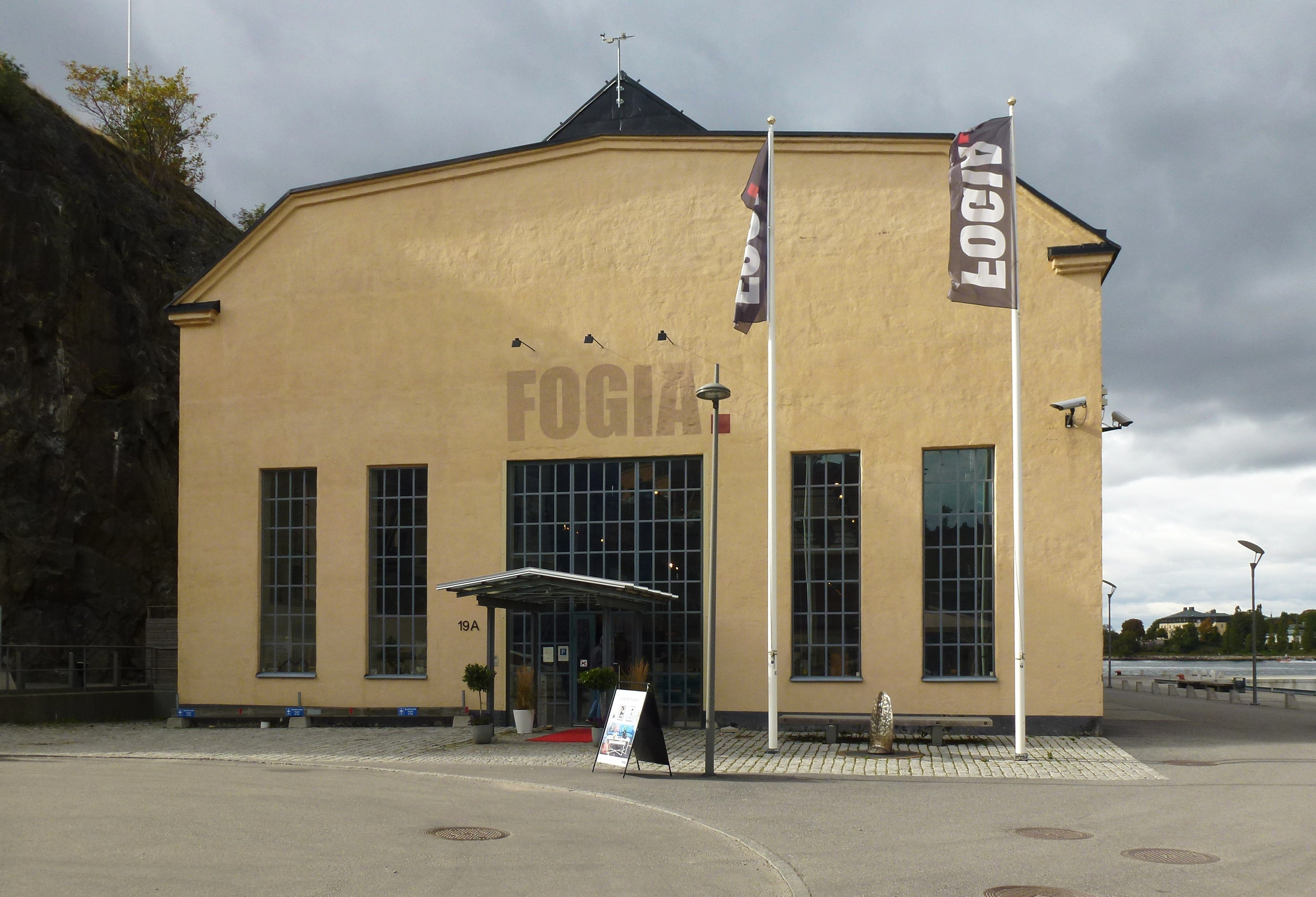
Ångmaskinverkstaden, fasad mot öster, 2013.

Finnboda varvs ångmaskinverkstad (fastigheten Sicklaön 37:81) är en kulturhistoriskt värdefull industribyggnad belägen vid Finnboda Varvsväg 19 i bostadsområdet Finnboda på nordvästra Sicklaön i Nacka kommun. I maskinverkstaden monterades bland annat ångmaskiner för fartyg som byggdes på Finnboda varv. Fastigheten har en q-märkning i gällande detaljplan, vilket innebär att den ej får rivas eller exteriört förvanskas. Byggnaden inhyser idag bland annat en möbelbutik.

## Historia

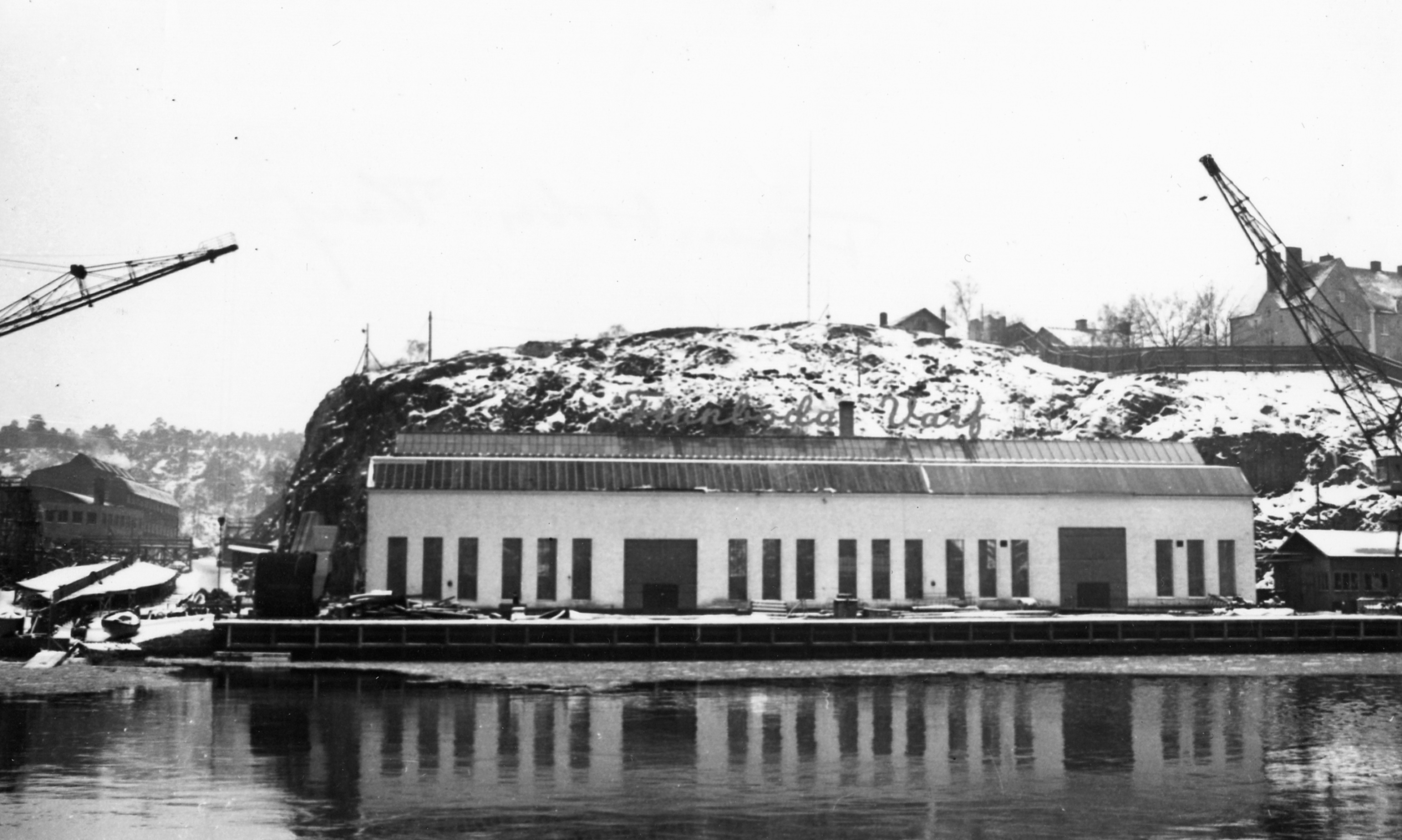
Finnboda ångmaskinverkstad, före 1955.

Finnbodas maskinverkstad uppfördes 1928 vid foten av Finnbodaberget på Finnboda varvsområdet. I byggnaden monterades ångmaskiner, en verksamhet som hade flyttats över från ursprungsvarvet Bergsunds Mekaniska Verkstad på Södermalm i Stockholm. En flytt hade tydligen planerats redan 1917 då en perspektivritning föreställande en större maskinhall utfördes av arkitekt Ture Sellman som sedermera ritade den eleganta avlånga hallbyggnaden med gulputsade fasader. Fabrikshallen fick dagsljus genom höga fönster och en längsgående taklanternin. Taket bars upp av ett stålfackverk och längs hela hallen löpte en traverskran med lyftkraft upp till 16 ton. 
Det första nybygget som fick en finnbodatillverkad ångmaskin var ångaren M/S Diana som levererades 1931 och som fortfarande går i trafik på Göta Kanal. Dieselmotorer kom successivt att ersätta ångmaskiner och varvet hade ett mångårigt samarbetade med den i Nacka vid Sickla nyetablerade motortillverkaren AB Diesels Motorer. År 1955 byggdes fabrikshallen ut åt väster med en tegeldel i 2½ våningar. Till anläggning hörde även ett skyddsrum vilket ligger i ett utsprängt bergrum som sträcker sig in i Finnbodaberget. Det långsträckta huset med sin långsida mot Stockholms inlopp var något av varvets signalbyggnad. På dess tak fanns en stor neonskylt med texten Finnboda Varf i skrivstil.

## Husets vidare öden
Efter nedläggningen av varvsverksamheten 1991 förvärvades hela området 1997 av HSB med syftet att skapa ett attraktivt bostadsområde delvis integrerat med verksamheter. Gamla ångmaskinverkstaden hörde till de kulturhistoriskt värdefulla byggnader som skulle bevaras och fick en q-märkning i detaljplanen. Byggnaden renoverades varsamt 2002, bland annat bevarades verkstadens travers. Till byggnadsdelen från 1928 flyttade möbeltillverkaren Fogia med café. Tegeldelen från 1955 har byggts till med en glasdel mot väster som innehåller en ny huvudentré. Här och i bergrummet har sedan 2016 Delight Studios sina foto- och filmstudios samt festlokaler. Byggnaden ägs av Vimpelkullen Fastigheter AB.

### Bilder

Exteriör
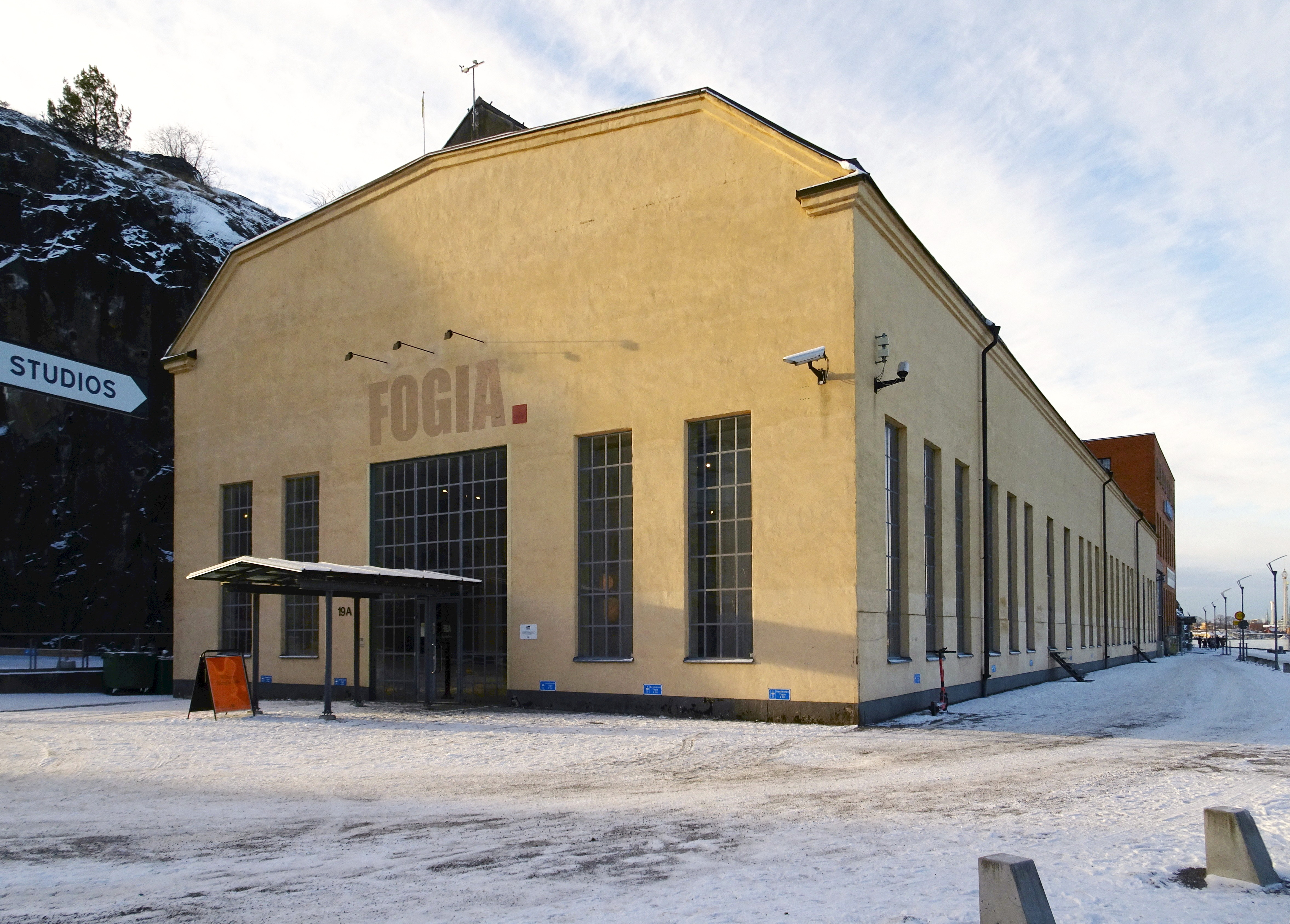
Maskinverkstaden, delen från 1928, vy västerut.
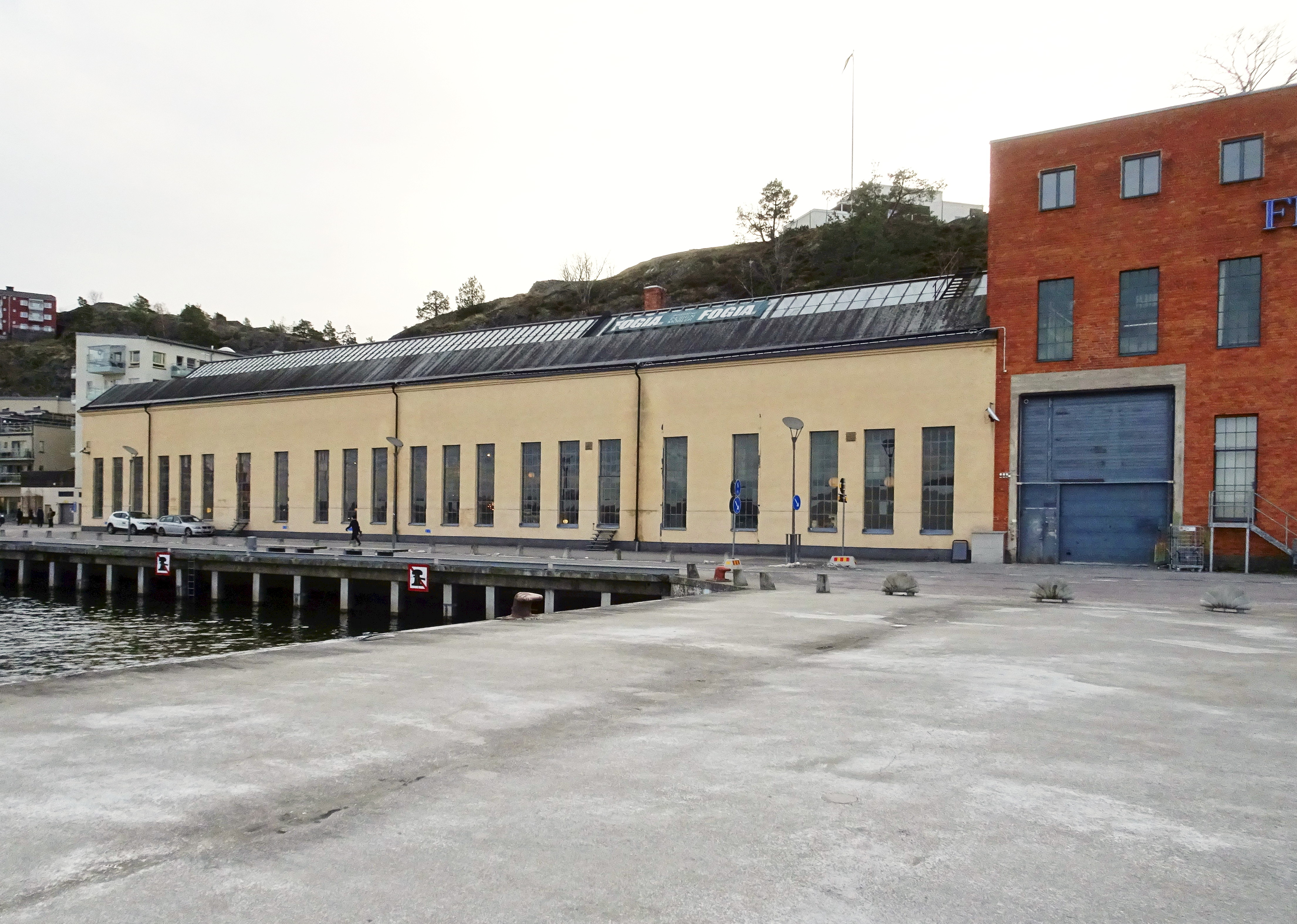
Maskinverkstaden, delen från 1928 till vänster och tegeldelen från 1955 till höger.
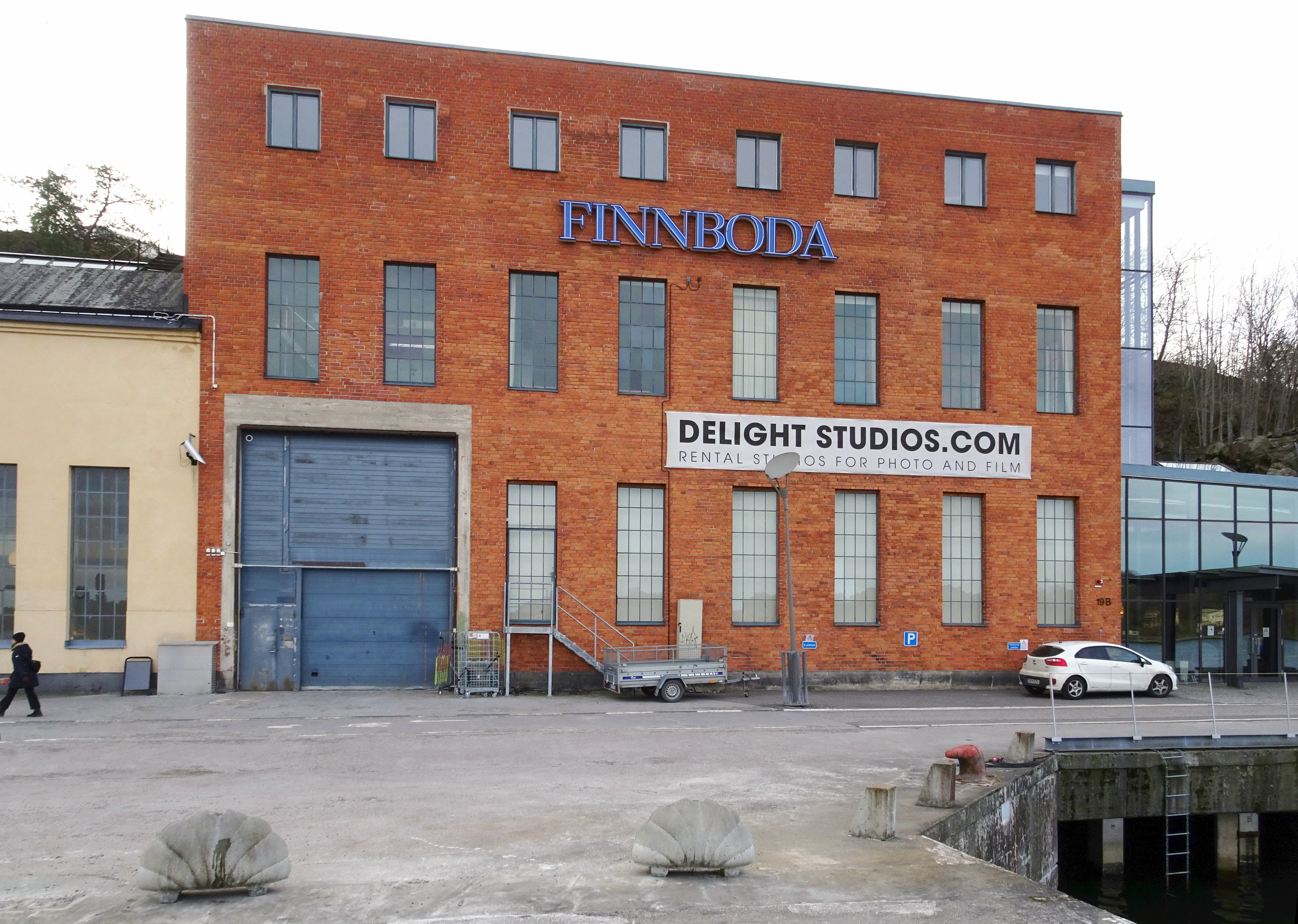
Maskinverkstaden, tegeldelen från 1955.
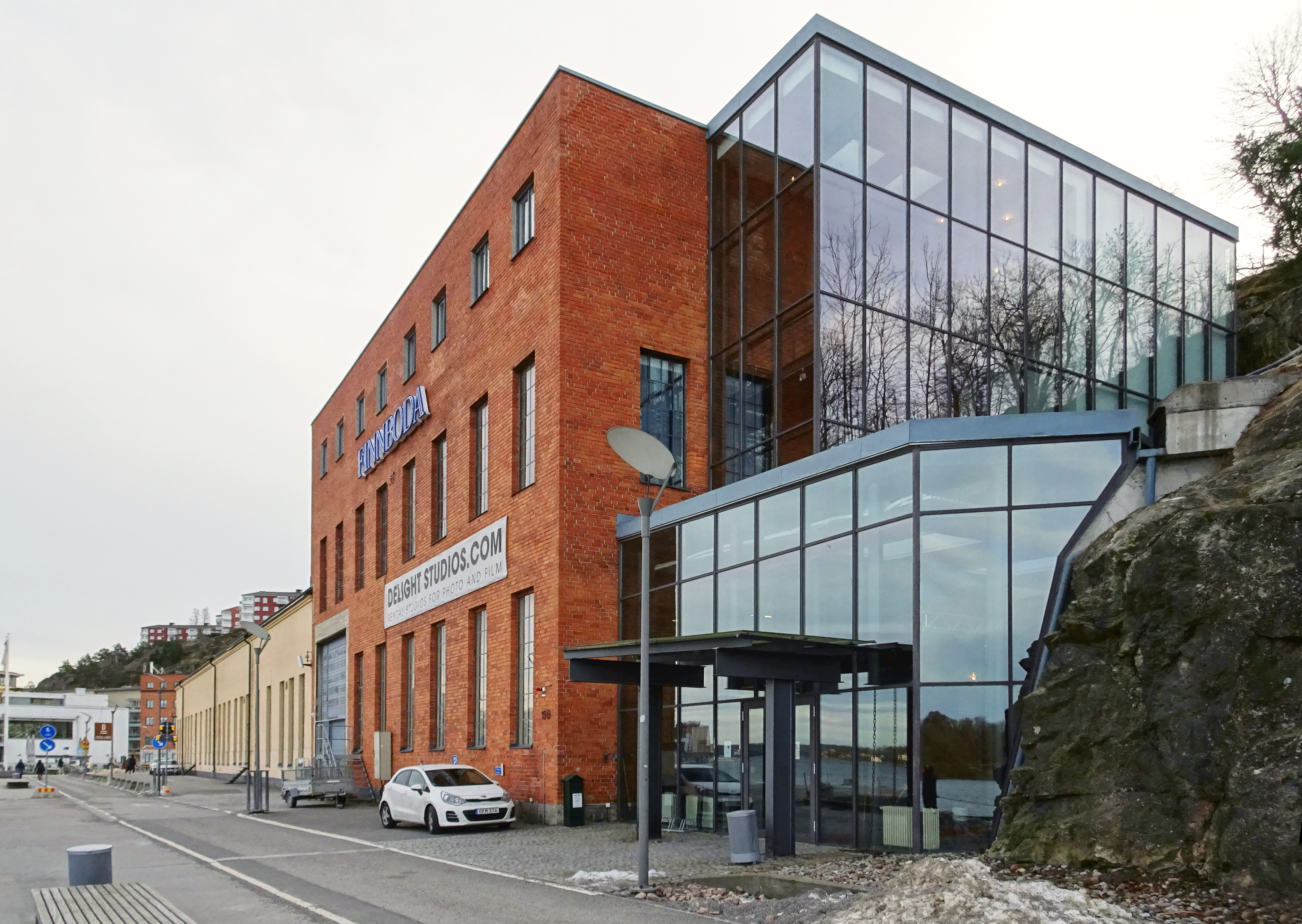
Maskinverkstaden, tegeldelen från 1955 och glasdelen från 2002.

Interiör
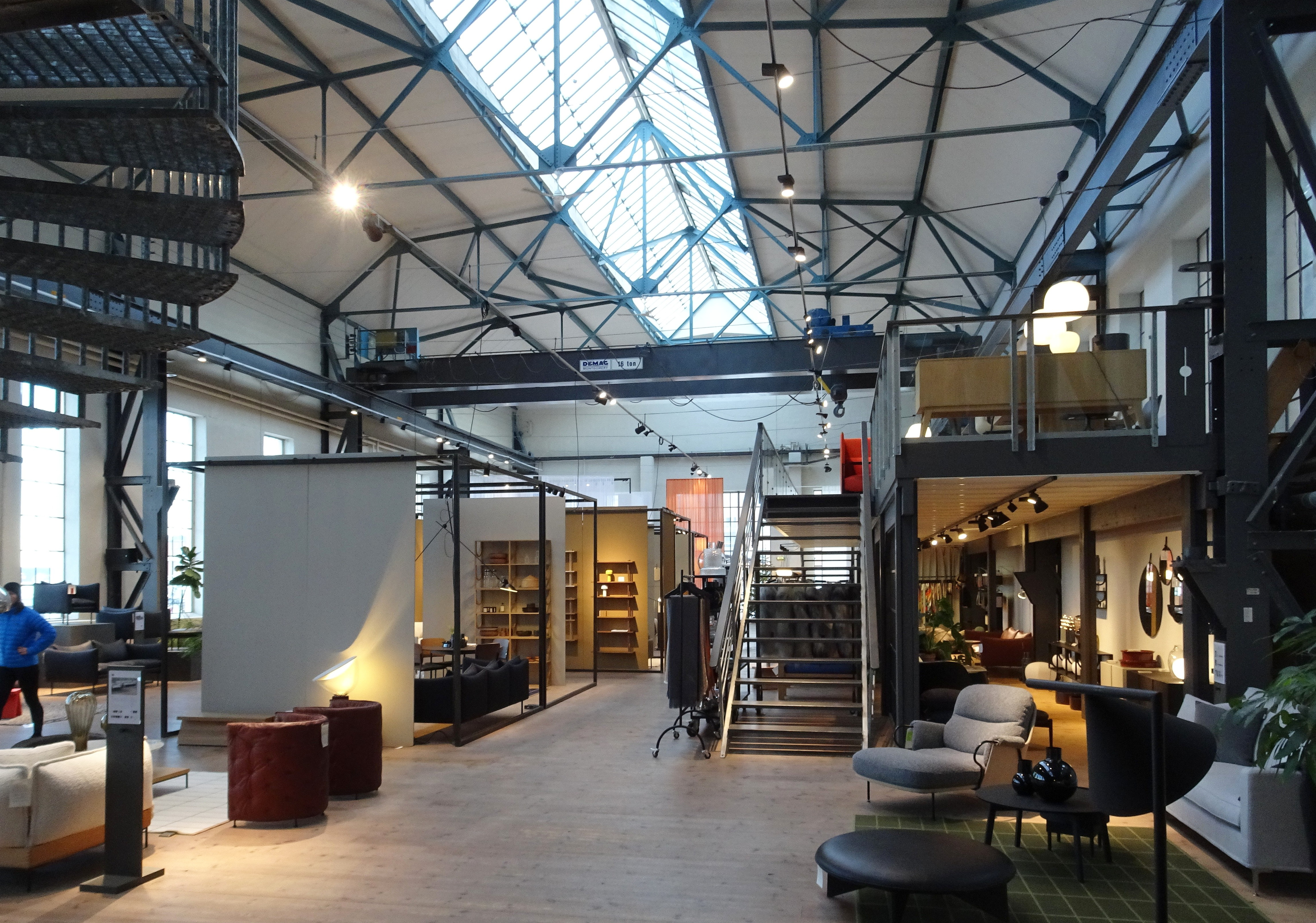
Maskinverkstaden, delen från 1928, interiör.
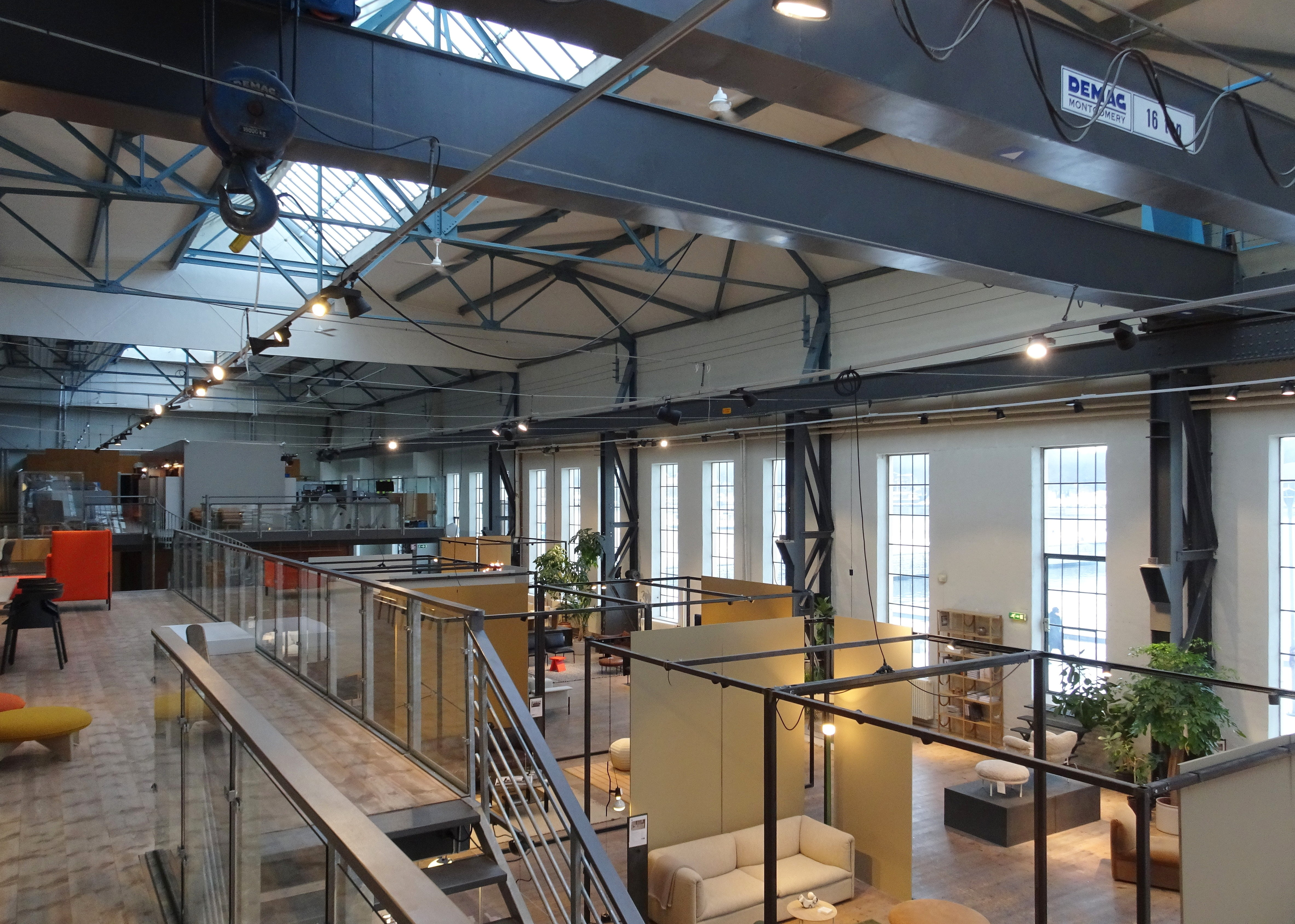
Maskinverkstaden, delen från 1928, interiör.
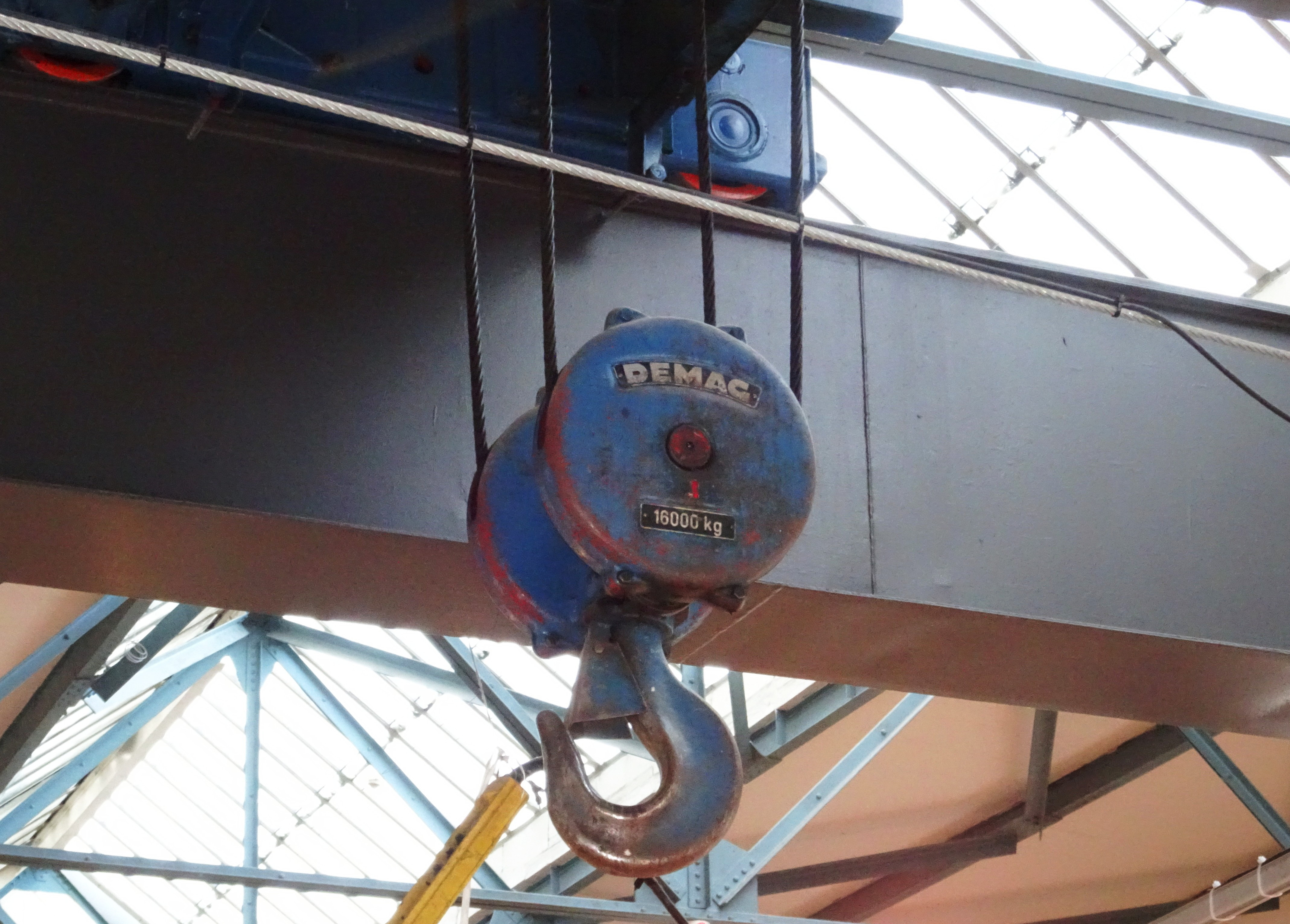
Maskinverkstaden, delen från 1928, interiör, bevarad travers.
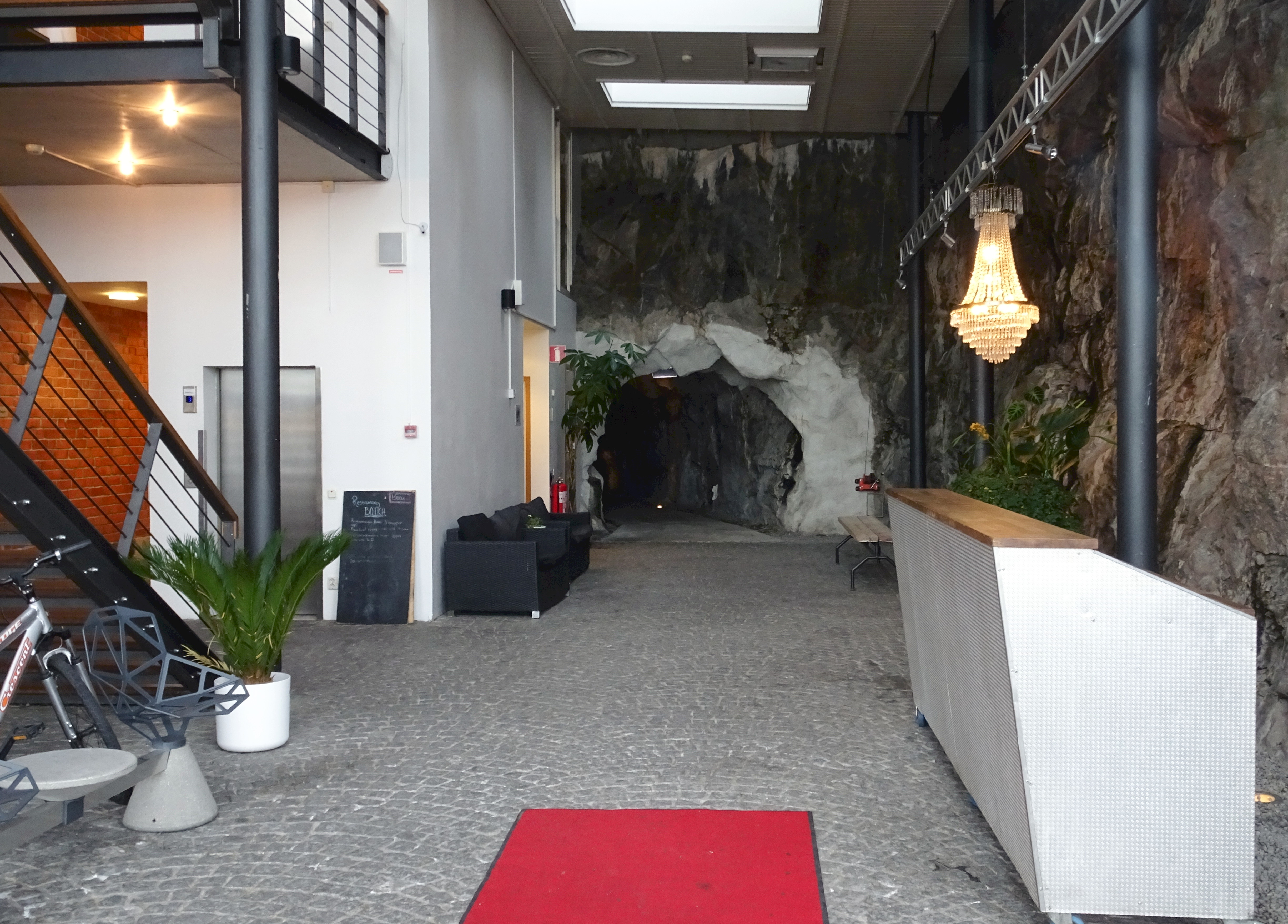
Maskinverkstaden, delen från 1955, tillbyggnaden från 2002 med öppningen till bergrummet längst in.

## Andra bevarade byggnader från varvstiden
- Beckbrukets chefsbostad
- Finnboda varvs svets- och verkstadshall
- Finnboda varvs snickeri- och timmermansverkstad
- Finnboda varvs marketenteri
- Finnboda varvs affärs- och ritkontor
- Finnboda varvs verkstadskontor